# Хрвоє
Хрвоє — хорватське чоловіче ім'я. Походить від «Hrvat», що означає «хорват». Ім'я використовується виключно хорватами.

## Відомі носії
- Хрвоє Шаринич (хорв. Hrvoje Šarinić, нар. 17 лютого 1935 р., Сушак, нині східна частина Рієки, Королівство Югославія, нині Хорватія) — хорватський політичний діяч.
- Хрвоє Вукчич Хрватинич (хорв. Hrvoje Vukčić Hrvatinić; нар. бл. 1350 у Которі — †1416) — великий воєвода босанський, князь Нижніх країв, хорватський бан.
- Хрвоє Стевич (хорв. Hrvoje Stević; народ. 8 січня 1980, Осієк) — хорватський шахіст, гросмейстер (2002).
- Хрвоє Бартолович (серб. Хрвоје Бартоловић; 15 липня 1932, Загреб — 3 грудня 2005, там само) — хорватський шахіст.
- Хрвоє Чустич (хорв. Hrvoje Ćustić, 21 жовтня 1983, Задар — 3 квітня 2008, Задар, Хорватія) — хорватський футболіст.